# ハッブル・エクストリーム・ディープ・フィールド
ハッブル・エクストリーム・ディープ・フィールド (Hubble eXtreme Deep Field) あるいは単にエクストリーム・ディープ・フィールドとは、ハッブル宇宙望遠鏡を用いたろ座への宇宙深部探査、またその探査された領域の名称である。略称としてXDFが使われる。

## 概要
XDFは、1995年のHDF（ハッブル・ディープ・フィールド）（おおぐま座）、1998年のHDF-S（ハッブル・ディープ・フィールド・サウス）（きょしちょう座）、2003年から2004年のHUDF（ハッブル・ウルトラ・ディープ・フィールド）（ろ座）に続く探査で、HUDFの一部を更に長時間露光し撮影したものである。撮影期間は2002年6月から2012年3月までの約10年間で、総露光時間は200万秒、約22.5日分である。

## 内容

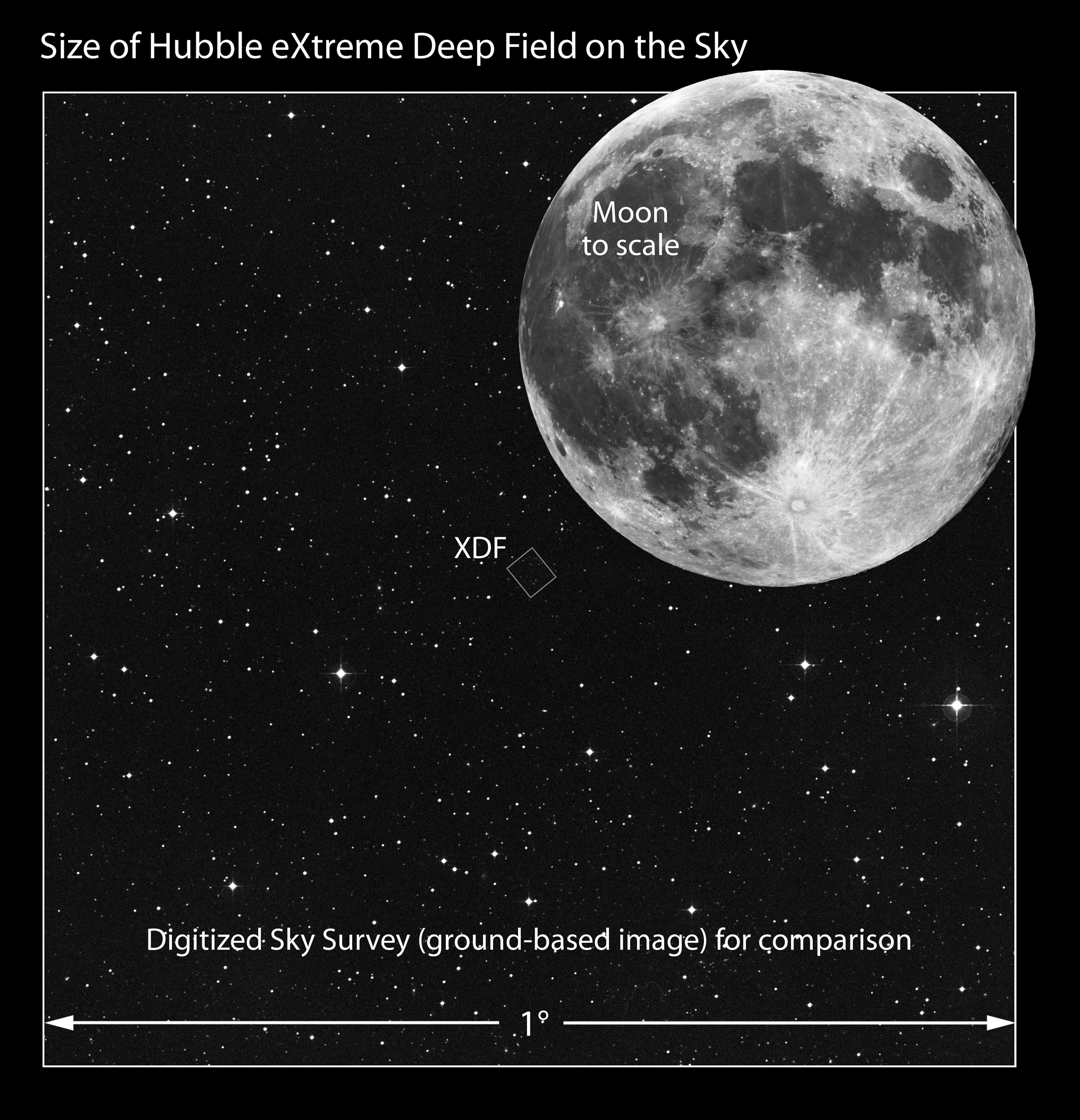
XDFと満月の直径との比較。

XDFは中心の座標が赤緯 03h 32m 38.5s、赤経−27° 47′ 00″であり、大きさは2.3 × 2 分と非常に狭い。XDFのほぼ中央部にある銀河はUDF 6206である。また、HUDFで既に発見されている天体に加え、新たに約5500個の天体が発見されている。最も暗い天体は人間が見る事の出来る限界の100億分の1の明るさしかない。この中には、星形成が激しい若い銀河から、既に星形成を終えた年老いた赤い銀河まで写っており、その形状や大きさもさまざまである。

## 超遠方の天体

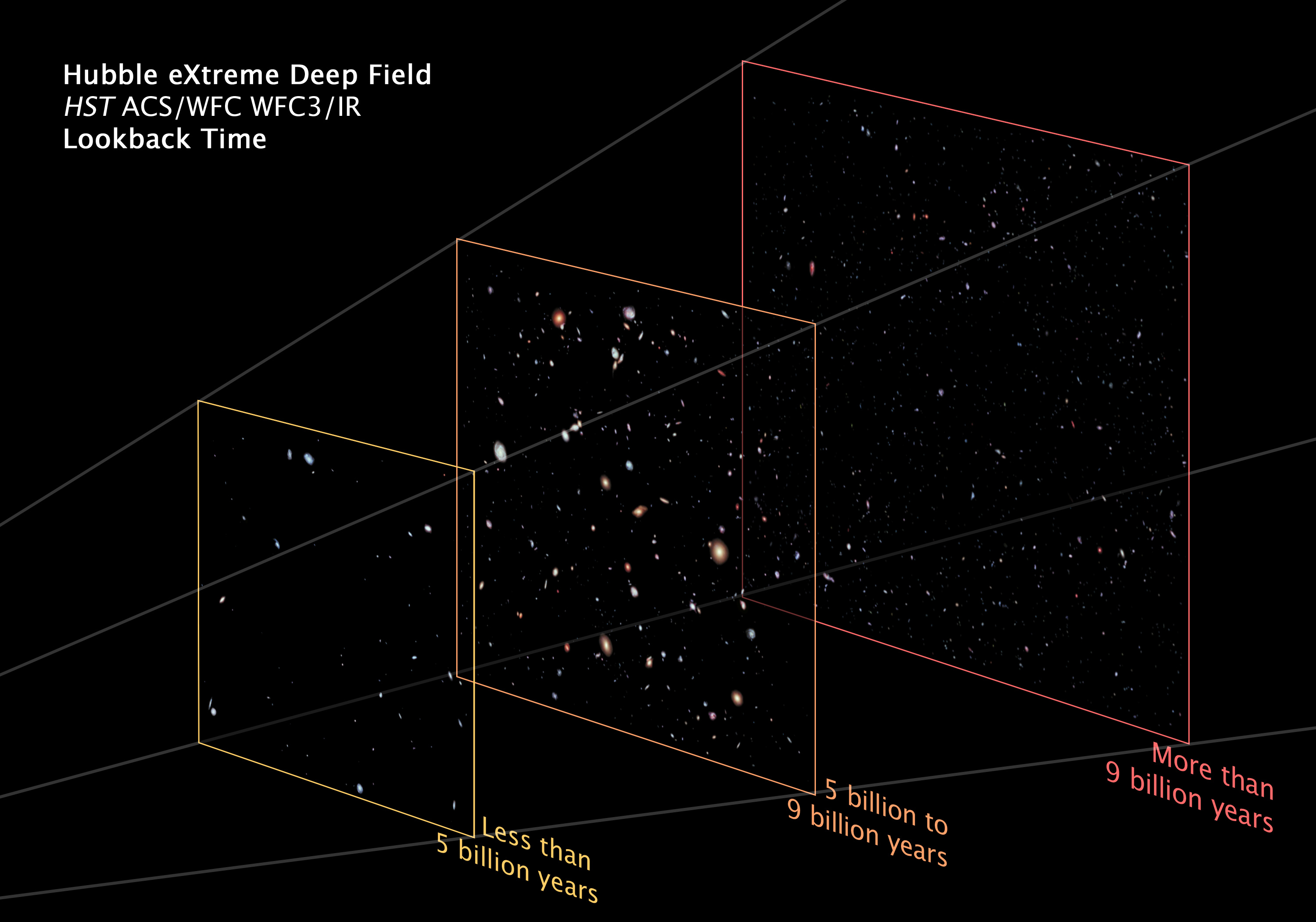
XDFに写っている天体を距離別に分けたもの。左側から50億光年以下、50～90億光年、90億光年以上である。この中には、宇宙誕生から数億年以内に形成された天体も写っている。

XDFの画像は2012年9月25日に公表された。2012年12月12日に、XDFの画像から、赤方偏移の値が8.6以上の天体が7つ報告された。その中の1つは、2011年に発見されたUDFj-39546284であり、それ以前は赤方偏移の値が10.3とされていたが、今回の探査で11.9である可能性が示された。これはこの報告の約1ヶ月前に発見され、UDFj-39546284の記録を抜いたMACS0647-JDよりも遠く、当時の観測された天体の中では宇宙で最も遠い天体である可能性が出てきた。ただし、赤方偏移の値の不確かさはMACS0647-JDよりも大きい。真の値は2021年に打ち上げ予定であるジェイムズ・ウェッブ宇宙望遠鏡による観測を待たねばならない。UDFj-39546284は2022年にジェイムズ・ウェッブ宇宙望遠鏡のNIRSpecからz = 11.58と確認されたが、z = 13.20のJADES-GS-z13-0のようなより遠方の銀河も発見された。
報告された超遠方の天体
- UDF12-3895-7114 (z = 8.6 +0.8
−0.6)
- UDF12-3947-8076 (z = 8.6 ± 0.2)
- UDF12-4344-6547 (z = 8.8 ± 0.5)
- UDF12-3921-6322 (z = 8.8 +0.4
−0.2)
- UDF12-4265-7049 (z = 9.5 +0.4
−0.7)
- UDF12-4106-7304 (z = 9.5 +0.4
−0.8)
- UDFj-39546284 (z = 11.9 +0.3
−0.5)

## その他の主な天体
- UDF 3166：特に目立つ恒星。
- UDF 3677：特に目立つ楕円銀河
- UDF 6206：XDFのほぼ中央部にある銀河。
- UDF 6523：尾を引いている非常に赤い銀河。
- UDF 7556：特に目立つ、星形成の激しい渦巻銀河。
- UDF 9102：非常に赤い不規則銀河。
- UDF 9230：特に目立つ恒星。
- UDF 8275・UDF 8314・UDF 8551：見かけの位置が非常に近く、尾を引いている渦巻銀河。
- UDFy-38135539：UDFj-39546284の発見までは最も遠い天体であった。